# Échirolles
Échirolles es una comuna francesa situada en el departamento de Isère, en la región Auvernia-Ródano-Alpes. 
Sus habitantes se denominan en francés Échirollois.

## Geografía

### Localización
Tiene más de 36.000 habitantes y es, con Saint-Martin-d'Hères, la principal ciudad de la periferia de Grenoble. Es una ciudad marcadamente urbana cuyo centro se desarrolló en época reciente.
|                                   | Norte: Grenoble           |                  |
| Oeste: Seyssins                   |                           | Este: Eybens     |
| Suroeste Le Pont-de-Claix y Claix | Sur: Champagnier y Jarrie | Sureste: Bresson |

### Clima
El clima es el de montaña.

### Accesos
Échirolles se encuentra en la periferia sur de Grenoble. Se accede por la circunvalación sur de la ciudad y existen tres salidas (Échirolles-oeste, Échirolles-centro y Échirolles-este).
Al igual que la periferia inmediata de Grenoble, esta ciudad no está libre de las dificultades del tráfico por carretera en las horas punta. No obstante, está bien equipada, con largas avenidas que la unen con Grenoble.
Los transportes públicos están desarrollados: autobús, tranvía (línea A), tren (existe una estación de ferrocarril)

### Espacios públicos
El centro cuenta con abundantes lugares de diversión, numerosos establecimientos hosteleros y también centros de enseñanza.

### Lugares y pedanías
Comboire, Denis-Papin, Les Granges, Le Haut-Bourg, La Luire, Bayard, Le Rondeau, Le Village II, La Viscose.

## Demografía
| ... | ... | ... | ... | ... | 735 | 702 | 715 | 639 | 634 | 615 | 642 | 652 | 682 | 619 | 679 | 633 | 600 | 574 | 582 | 572 | 597 | 838 | 2 765 | 2 520 | 2 825 | 3 762 | 7 111 | 15 429 | 33 288 | 37 360 | 34 435 | 32 806 | 35 383 | 35 826 | 35 855 | 36 849 |
| Para los censos de 1962 a 1999 la población legal corresponde a la población sin duplicidades (Fuente: INSEE [Consultar]) |     |     |     |     |     |     |     |     |     |     |     |     |     |     |     |     |     |     |     |     |     |     |       |       |       |       |       |        |        |        |        |        |        |        |        |        |

## Historia

### Primeros habitantes
Hace bastante tiempo que los hombres viven en estas tierras. Existe aun una estela romana delante de la antigua capilla Saint-Jacques que testifica de la presencia de este asentamiento desde la Edad Antigua.
Por aquel entonces, el río Drac era una zona pantanosa frecuentemente inundada. Aquellos primeros habitantes se instalaron entonces en las boscosas colinas de Jarrie donde vivían de la caza, de algún cultivo, pero también del trabajo de corte y recogida de la madera.

### Los Templarios
En el siglo XIII, se instala una encomienda de los Templarios. Estos inician importantes obras para controlar y dominar los caprichos del río. Después de varios años de trabajo para drenar y ganar terrenos de cultivo, el territorio de Echirolles se extenderá mucho más allá de las simples colinas.

### La Comuna
El aumento de tierras de cultivo junto con el aumento de la población incitan a los habitantes a más independencia. En 1825, se instala una parroquia en Echirolles liberando la ciudad de la dependencia religiosa de Bresson. Los habitantes piden entonces al rey Luis Felipe la creación de la comuna. El 25 de diciembre de 1833, Echirolles, la “divine enfant” del Drac, ¡había nacido!
Es una antigua ciudad obrera cuyos habitantes trabajaban en su mayoría en las fábricas de viscosa, producto inventado en Échirolles en 1884, antes de obtener una fama mundial.
La etimología de la palabra Échirolles es objeto de controversia. La hipótesis de más éxito lo hace remontarse a una forma latina relacionada con la palabra francesa « écureuil » (ardilla), lo que explica que ese animal figure en el blasón de la ciudad. Una segunda hipótesis se basa en la existencia de lugares que tienen casi el mismo nombre y que muestran características topográficas parecidas; en esta explicación se relaciona el nombre con la palabra « laîche », una planta de zonas húmedas. Échirolles según esta explicación provendría de la existencia de una pradera donde abundaban dichas plantas.

## Administración

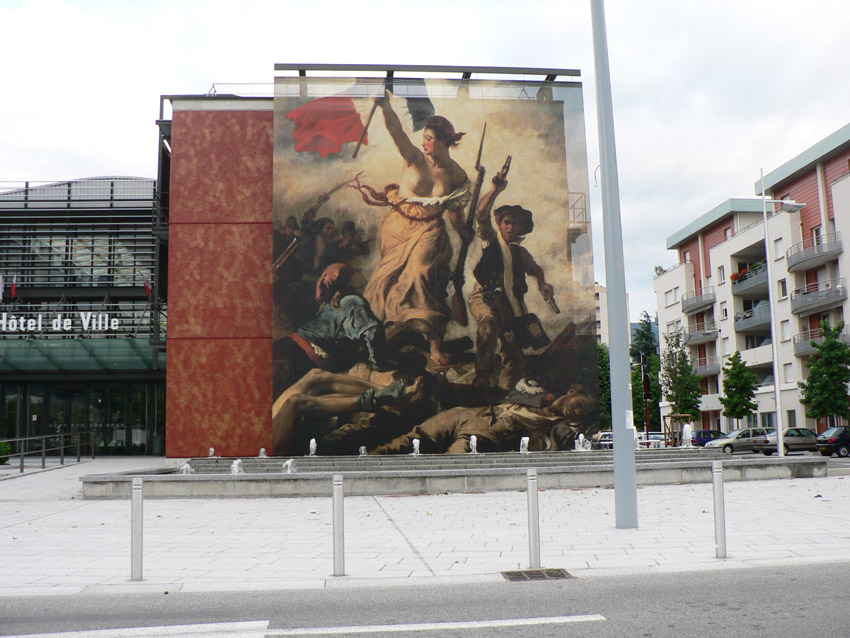
Ayuntamiento de Échirolles, con La Libertad guiando al pueblo de Delacroix en el frontón

| Fecha de elección | Identidad             | Partido |
| 2023              | Amandine Demore       | PCF     |
| 1999              | Renzo Sulli           | PCF     |
| 1981              | Gilbert Biessy        | PCF     |
| 1945              | Georges Kioulou       | PCF     |
| 1927              | André Delachanal      | -       |
| 1919              | Antoine Amblard       | -       |
| 1909              | Jean-François Gourmel | -       |
| 1908              | Paul Audemard         | -       |
| 1902              | Henri Fini            | -       |
| 1900              | Paul Audemard         | -       |
| 1896              | Auguste Ferrier       | -       |
| 1892              | Henri Fini            | -       |
| 1888              | Victor Caillat        | -       |
| 1884              | Antoine Gaymard       | -       |
| 1878              | François Olivier      | -       |
| 1868              | Antoine Artru         | -       |
| 1865              | Étienne Gairu         | -       |
| 1853              | Henri Ferlin          | -       |
| 1848              | François Olivier      | -       |
| 1847              | Étienne Riquet        | -       |
| 1840              | Joseph Olivier        | -       |
| 1834              | Étienne Riquet        | -       |
| ----------------- | --------------------- | ------- |

## Monumentos

### Patrimonio religioso
- La iglesia de Santiago en el corazón del casco viejo forma parte de la parroquia Charles-de-Foucauld.

### Patrimonio civil
- Museo de la viscosa

## Celebridades nativas de Échirolles
- Calogero (cantante, compositor)
- Gérald Hustache-Mathieu (realizador)
- David Di Tommaso (futbolista)
- Vincent Clerc (7 de mayo de 1981), equipo de Francia de Rugby
- Laure Pequegnot (esquiadora alpina)
- Mélissa Theuriau (periodista)
- Julien Brellier (futbolista)
- Sami Bouajila (actor)
- Guilbaut Colas (18 de junio de 1983), esquí acrobático
- Julien Loy (campeón del mundo de triathlón)
- Kévin Aymoz (patinador sobre hielo)

## Hermanamientos
- Grugliasco (Italia)
- Honhoue (Benín)
- Kimberley (Inglaterra)